# Diecezja Raiganj
Diecezja Raiganj – diecezja rzymskokatolicka w Indiach. Została utworzona w 1978 z terenu diecezji Dumka.

## Ordynariusze
- Leo Tigga, S.J. † (1978 - 1986)
- Alphonsus Flavian D’Souza, S.J. † (1987 - 2016)
- Fulgence Aloysius Tigga (od 2018)